# Retalhuleu
Retalhuleu è un comune del Guatemala, capoluogo del dipartimento omonimo.